# Џуел (Канзас)
Џуел (енгл. Jewell) град је у америчкој савезној држави Канзас.

## Демографија
По попису из 2010. године број становника је 432, што је 51 (-10,6%) становника мање него 2000. године.
| Група             | 2000.       | 2010.       |
| Белци             | 477 (98,8%) | 397 (91,9%) |
| Афроамериканци    | 0 (0,0%)    | 0 (0,0%)    |
| Азијати           | 0 (0,0%)    | 1 (0,2%)    |
| Хиспаноамериканци | 6 (1,2%)    | 24 (5,6%)   |
| Укупно            | 483         | 432         |